# Bjurbäcken
För andra betydelser, se Bjurbäcken (olika betydelser).
Bjurbäcken är en stor bäck, närmast en å, i södra Lappland, Västerbottens län, Sorsele och Lycksele kommuner. Längden är cirka 45 kilometer, inklusive källflöden cirka 55 kilometer. Den är en högerbiflöde till Vindelälven. Bjurbäcken kommer från Tväråträsket i Sorsele kommun (och kan väl rimligen antas ha Tvärån som andranamn). Från Tväråträsket strömmar Bjurbäcken åt sydost genom Skoträsket på gränsen mellan Sorsele och Lycksele kommuner, och vidare förbi Bjuråssjön och Bjurbäcksliden (466 meter över havet) ner mot Bjuråker, där Bjurbäcken mynnar i Vindelälven cirka 3 kilometer väster om Vormsele.
Bjurbäcken har restaurerats efter en lång användning som flottled.
Bjur är ett äldre svenskt ord för bäver.